# Associazione Sportiva Cosenza 1966-1967
Questa pagina raccoglie le informazioni riguardanti l'Associazione Sportiva Cosenza nelle competizioni ufficiali della stagione 1966-1967.

## Rosa
| N. |                   | Ruolo | Calciatore          |
| -- | ----------------- | ----- | ------------------- |
|    | Italia (bandiera) | C     | Fabio Antonioli     |
|    | Italia (bandiera) | A     | Renato Campanini    |
|    | Italia (bandiera) | C     | Bruno Cantone       |
|    | Italia (bandiera) | A     | Alfiero Caposciutti |
|    | Italia (bandiera) | D     | Luciano Cerutti     |
|    | Italia (bandiera) | P     | Alberto Corti       |
|    | Italia (bandiera) | C     | Vincenzo Dionisi    |
|    | Italia (bandiera) | D     | Giuseppe Faggio     |
|    | Italia (bandiera) | C     | Saverio Fera        |
|    | Italia (bandiera) | A     | Nicola Fusaro       |
|    | Italia (bandiera) |       | Giagnoni            |

| N. |                   | Ruolo | Calciatore         |
| -- | ----------------- | ----- | ------------------ |
|    | Italia (bandiera) | A     | Giorgio Mariani    |
|    | Italia (bandiera) | A     | Franco Marongiu    |
|    | Italia (bandiera) | C     | Paolo Migliorini   |
|    | Italia (bandiera) | D     | Francesco Millea   |
|    | Italia (bandiera) | D     | Enrico Nicchi      |
|    | Italia (bandiera) | C     | Francesco Pozzobon |
|    | Italia (bandiera) | C     | Mario Rapetti      |
|    | Italia (bandiera) | P     | Romeo Silvestri    |
|    | Italia (bandiera) | C     | Claudio Varsi      |
|    | Italia (bandiera) | C     | Antonio Vita       |